# Willy Michaux
Pour les articles homonymes, voir Michaux.
Willy Michaux, né le 13 juillet 1913 à Anvers et mort le 22 octobre 2002 à Deurne, est un coureur cycliste belge de demi-fond.
Willy Michaux fut entraîné à ses débuts par le coureur cycliste belge René Vermandel qui fut pour lui un meneur de train. 
Willy Michaux remporta sa première victoire en 1934 dans le Championnat national sur route en Belgique. Il participa à de nombreuses courses, notamment au Grand Prix de la ville de Zottegem en 1935 où il termina 9e au classement. 
Il commença sa carrière professionnelle dans l'équipe belge "L'Express" en 1937. 
Il concourut ensuite en individuel jusqu'en 1954. Il remporta en tout sept victoires au championnat national de Belgique : 1934, 1939, 1940, 1943, 1944, 1945 et 1947.
Il termina deuxième de ces mêmes championnats en 1937, 1948, 1949, 1951, 1953 et 1954.
En 1947, il termine 5e au Championnat du monde de demi-fond disputé à Paris.